# Mattia Faraoni
Mattia Faraoni (Roma, 13 novembre 1991) è un kickboxer e pugile italiano medaglia di bronzo ai mondiali e agli europei di WAKO, tre volte campione italiano e una volta campione del Titolo Italiano Cruiser dei Pesi Massimi di Boxe, inoltre è l'attuale Campione mondiale kickboxing ISKA (CAT. +100KG).
Ha combattuto e vinto in eventi come Enfusion, Oktagon Bellator e Petrosyanmania. 
Nel pugilato ha vinto il Campionato italiano assoluto 2014, il Guanto d'Oro 2013 e il Campionato italiano universitario 2013.

## Biografia

### Carriera da fighter
Originario del quartiere Roma 70, inizia a praticare arti marziali all'età di 7 anni iniziando con il karate tradizionale semi-contact. All'età di 14 anni passa al karate a contatto pieno apprendendo le tecniche dello shinseikai Karate.
In seguito si avvicina ad altre arti marziali come la boxe francese Savate, la kickboxing e il K-1.
All'età di 15 anni inizia a praticare anche il pugilato presso la società Team Boxe Roma XI, debuttando in combattimento contro Mirko Geografo. Nel pugilato apre la sua carriera professionistica dopo 69 incontri da amatoriale, con 62 vittorie e 7 sconfitte.
Nel 2013 vince la medaglia di bronzo ai mondiali WAKO in Brasile, sfidando in semifinale l'avversario Alex Pereira.
Nel 2014 vince la medaglia di bronzo agli Europei WAKO a Bilbao.
Nel 2014 gli viene riconosciuto il primato italiano di campione di due discipline diverse.
Nel 2018 sfida nell'Oktagon Bellator Raffaele Vitale ma si infortuna gravemente rompendosi il tendine del bicipite.
Nel 2019 sfida nuovamente Raffaele Vitale nella cornice dell'Oktagon e vince con un verdetto unanime da parte della giuria.
Il 16 luglio 2021 nella rivincita di Boxe contro il campione Francesco Versaci, riesce a vincere il Titolo Italiano Cruiser dei Pesi Massimi Leggeri, dopo che nel marzo 2021 il loro primo incontro finì tra le polemiche per un presunto infortunio del campione.
Il 17 giugno 2022 è costretto al ritiro poco prima del match valido per il titolo mondiale di kickboxing nella categoria 88,4 kg contro l'australiano Charles Joyner per dei dolori allo stomaco che il suo staff e i medici reputano invalidanti nonché pericolosi, non potendosi escludere problemi cardiovascolari con conseguente pericolo per la vita. Faraoni sale comunque sul ring insieme al suo avversario per scusarsi con il pubblico del Pala Pellicone di Ostia. Successivamente Mattia Faraoni annuncia di essere in perfetta salute dopo aver effettuato i dovuti controlli medici, e che i problemi avuti il giorno prima del match sono stati causati da complicanze ed errori nel processo di taglio del peso, in particolare nella fase di reintegrazione dei liquidi.
Il 26 novembre 2022, nell'evento "SuperFights Roma" nella sua città, riesce a battere l'australiano Charles Joyner per il titolo mondiale kickboxing ISKA (CAT. -95 kg).
Il 25 marzo 2023 nella location del Casinò di Campione, il kickboxer capitolino difende la cintura contro il portoghese Luis Morais (3 volte campione del Portogallo e campione d'Europa ISKA nel 2017) sulla lunghezza di 5 dure riprese, vincendo per decisione unanime.
Il 18 novembre 2023 all'evento "Oktagon 2023" svoltosi a Torino sconfigge il rumeno Bogdan Stoica e difende la cintura ISKA.
Il 23 marzo 2024 sconfigge ai punti il giapponese K-Jee, in un incontro non valevole per il titolo ISKA, nel main event dello show "The Arena" svoltosi a Campione d’Italia.
Il 30 giugno 2024 all'evento "Oktagon Tsunami", difende il titolo ISKA sconfiggendo ai punti il rumeno Danut Hurduc al Palazzetto dello Sport di Roma.
Combatterà di nuovo il 14 dicembre nel torneo giapponese "K1-WGP". Il 22 marzo 2025, a The Arena Warrior’s Legacy, Mattia Faraoni ha sconfitto Danut Hurduc davanti al pubblico di Como per decisione unanime.
Diventa campione ISKA dei super massimi il 7 giugno 2025, all'evento "Oktagon Valle d'Aosta", dopo che il romeno Claudiu Istrate si fa squalificare in soli 87 secondi.

## Vita privata
È un tecnico sanitario di radiologia medica.